# 科克薩基 (紐約州)
科克薩基（英語：Coxsackie）是一個位於美國紐約州格林縣的鎮。

## 人口
根據2020年美國人口普查的數據，科克薩基的面積為99.40平方千米，當中陸地面積為95.60平方千米，而水域面積為3.80平方千米。當地共有人口8382人，而人口密度為每平方千米84人。